# Mario González (calciatore 1950)
Mario González (27 maggio 1950 – 2 novembre 2019) è stato un calciatore uruguaiano, di ruolo terzino.

## Carriera
Con la Nazionale uruguaiana ha preso parte ai Mondiali 1974.